# خاکسترهای عشق
خاکسترهای عشق (انگلیسی: Ashes of Love; چینی: 香蜜沉沉烬如霜) یک مجموعه تلویزیونی چینی سال ۲۰۱۸ بر پایه رمان شیرینی سنگین، سرمای خاکستر مانند (۲۰۰۹) اثر دیان شیان است. در این مجموعه یانگ زی و دنگ لون ایفای نقش کردند. این مجموعه از ۲ اوت ۲۰۱۸ از جیانگسو تی‌وی پخش شد و تا دسامبر ۲۰۲۳ برای استریم در نتفلیکس قابل دسترسی بود. این مجموعه ۱۰۰ میلیون بازدید تنها ۱۵ دقیقه پس از انتشار قسمت اول به دست آورد. تا ژانویه ۲۰۱۹، این مجموعه از ۱۵ میلیارد بازدید گذر کرد.

## بازیگران

### اصلی
- یانگ زی در نقش جین می (锦觅)[۱۱]
- دنگ لون در نقش شو فنگ (旭凤)[۱۲]
- لو یونشی در نقش رون یو (润玉)[۱۳]
- وانگ یی فی در نقش سوی هه (穗禾)[۱۴]
- چن یوکی در نقش لیو یینگ (鎏英)[۱۵]
- ژو تینگ‌وی در نقش چی یوان (奇鸢)، مو چی (暮辭)[۱۶]

## تولید
فیلم‌برداری این مجموعه در ژوئن ۲۰۱۷ آغاز شد و در اکتبر ۲۰۱۷ به پایان رسید.